# Kelurahan Kalisari (administrativ by i Indonesien, Jakarta)
Kelurahan Kalisari är en administrativ by i Indonesien.   Den ligger i provinsen Jakarta, i den västra delen av landet, 13 km söder om huvudstaden Jakarta.